# Institut d'Estudis del Baix Empordà
|  | No s'ha de confondre amb Institut Baix Empordà. |

L' Institut d'Estudis del Baix Empordà  és un institut d'estudis comarcal, establert a Sant Feliu de Guíxols. Va ser creat l'1 de març de 1981 per un grup d'estudiosos sota la conducta del mestre i museòleg Lluís Esteva i Cruañas que en va ser el primer president. Cada any publica la revista Estudis del Baix Empordà i fa recerques temàtiques per als ajuntaments de la comarca.
La revista Estudis del Baix Empordà recupera i preserva la memòria col·lectiva comarcal, els seus trets d'identitat així com el seu patrimoni històric, cultural i natural. Succeeix des del 1988 a la publicació anterior Estudis sobre temes del Baix Empordà. Hi col·laboren la Diputació de Girona, l'Ajuntament de Sant Feliu de Guíxols, la Generalitat de Catalunya i el Patronat Francesc Eiximenis. El 2017 es va començar una nova línia editorial amb monografies, de la qual el primer volum Mestres i escoles del Baix Empordà al segle xix va sortir de premsa el juliol del mateix any.